# Dar al-Fonun

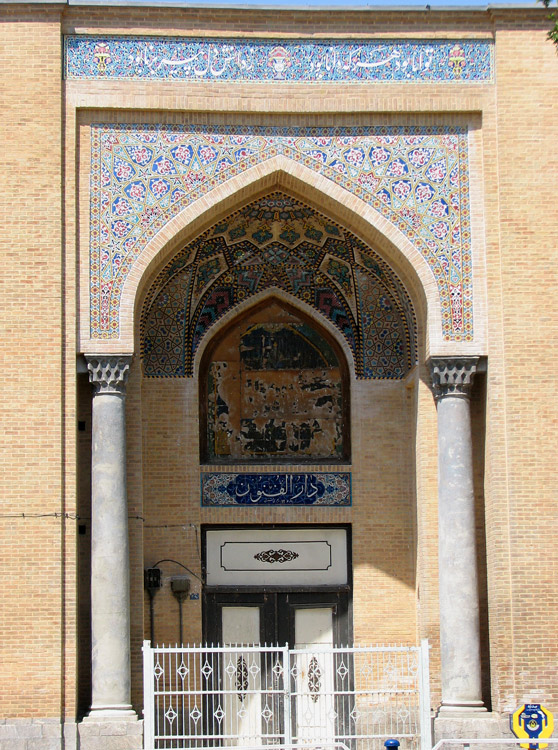
Eingang zum Dār al-Fonūn mit einer Inschrift aus Ferdosis Schahname:

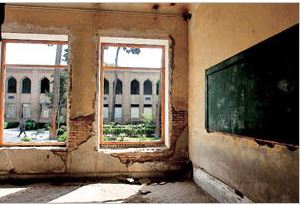
Heutiger Zustand der Klassenzimmer

Dar al-Fonun (arabisch دار الفنون, DMG Dār al-Funūn ‚Stätte der wissenschaftlichen Disziplinen‘, persische Aussprache: Dāro'l-Fonūn) war das erste Polytechnikum in Iran. 1851 von Naser ad-Din Schahs Premierminister Amir Kabir im Süden Teherans, in der Nasser Chosrow Avenue gegründet, war das Dār al-Fonūn, genannt auch „Haus der Wissenschaften“, die erste moderne Hochschule Irans. Mit der Gründung des Dār al-Fonūn hatte Iran erstmals nach der Auflösung der berühmten, höheren akademischen Anstalten, der mehr als 800 Jahre zuvor aufgelösten, von Schapur I. 271 gegründeten Akademie von Gundischapur sowie der unter dem persischen Großwesir Nizam al-Mulk errichteten Nizamiyya, wieder eine akademische Lehr- und Forschungsstätte.

## Geschichte
Eines der Hauptanliegen Amir Kabirs war es, die Wirtschaft Irans zu modernisieren, um an die industrielle Entwicklung in Europa Anschluss zu finden. Hierzu wurden vor allem akademisch ausgebildete Ingenieure benötigt. Darüber hinaus wollte Amir Kabir in Iran eine Armee aufbauen, die schlagkräftig genug war, das Land vor ausländischen Invasoren zu schützen.
Bei der Planung des Dār al-Fonūn war sich Amir Kabir bewusst, dass er ausländische Lehrkräfte einwerben musste. Er beauftragte Mirza Dawud Khan, erster Dolmetscher am Hofe Naser al-Din Schahs mit dieser Aufgabe. Dawud (David) Khan war ein aus Smyrna gebürtiger Armenier, der vor seiner Anstellung am persischen Hofe am österreichischen Konsulat in Smyrna als Dolmetscher gearbeitet hatte und neben seiner persischen Staatsbürgerschaft die österreichische Staatsbürgerschaft erworben hatte. Bei einem Besuch in Wien heiratete er eine Tochter des Barons von Schlechta und hatte daher beste Beziehungen zum Hofe in Wien. Dawud Khan reiste nach Wien, um Lehrkräfte für das Dār al-Fonūn anzuwerben, und bereits 1851 begab sich eine erste Gruppe österreichischer Wissenschaftler, darunter der Mediziner, Ethnograph und spätere Leibarzt des Schahs, Jakob Eduard Polak, und Offiziere nach Teheran. Die Hochschule bestand aus einem einen großen Innenhof umgebenden Gebäude mit 50 Klassenräumen, einem Theater, einer Druckerei, einer Bibliothek, einem großen Speisesaal und verschiedenen Arbeitsräumen und Laboren. Zu Beginn wurden neben Grundlagenfächern wie Mathematik und Logik vor allem angewandte Disziplinen wie Bergbau, militärische Strategie und Taktik, Artillerie- und Kavalleriewesen und Grundlagenkurse in Medizin (Anatomie, Chirurgie) gelehrt. Schrittweise wurden dann die Lehrgebiete um die Fächer Physik, Chemie und Pharmazie erweitert. Gegen Ende des 19. Jahrhunderts lehrten 16 iranische und 26 europäische Professoren in den Disziplinen Medizin, Naturwissenschaften, Ingenieurwissenschaften, Geologie, Militärwissenschaften und Geisteswissenschaften.
Zu Beginn des Lehrbetriebes im Jahr 1851 waren 135 Studenten eingeschrieben. Aus dieser ersten Gruppe der Studierenden gingen 1858 45 Absolventen nach Europa, um zu promovieren. Fünf Absolventen promovierten in Medizin und wurden nach ihrer Rückkehr als Medizinprofessoren am Dār al-Fonūn verpflichtet. 1889 vermerkte der britische Botschafter in Teheran Lord Curzon, dass am Dār al-Fonūn ungefähr 390 Studierende Lehrveranstaltungen besuchten, wovon 75 militärische Fächer belegt hätten, 140 würden Naturwissenschaften und Ingenieurwesen studieren, 90 studierten Fremdsprachen vor allem Französisch, Englisch und Russisch und 80 hätten Kurse im technischen Zeichnen, Architektur und Bauingenieurwesen belegt. Die Saat Amir Kabirs war aufgegangen. Irans Jugend nahm die geschaffenen Bildungsmöglichkeiten begeistert an. Die Druckerei des Dār al-Fonūn publizierte herausragende wissenschaftliche Schriften in persischer Sprache und eröffnete das erste Fotostudio Irans.
Mit den wissenschaftlichen Lehrern aus dem westlichen Ausland kamen auch deren Ideen über Politik und Gesellschaft nach Iran. Es verwundert daher nicht, dass Studenten und Absolventen des Dār al-Fonūn ab 1905 eine wichtige Rolle in der konstitutionellen Revolution Irans spielten, die zur Ablösung der absolutistischen Monarchie und der Einführung einer konstitutionellen Monarchie mit einer Verfassung und einem Parlament als politischem Machtzentrum führten.
Mit der Gründung der Universität Teheran im Jahre 1935 unter der Herrschaft von Reza Schah Pahlavi verlor das Dār al-Fonūn seine Bedeutung als Hochschule. Es wurde zu einem Gymnasium umgewandelt. Als akademischer Nachfolger des Dār al-Fonūn gilt heute die Amir Kabir Universität, die 1958 unter der Regentschaft von Mohammad Reza Schah als erste technische Hochschule Irans gegründet worden war.
Nach der Gründung der Islamischen Republik Iran wurde die Schule geschlossen, die historischen Fenster aus dem Gebäude entfernt und das in der Innenstadt von Teheran befindliche Schulgebäude dem Verfall preisgegeben.

## Bekannte Absolventen
- Abdolhossein Hazhir, Premierminister
- Abdullah Entezam, iranischer Diplomat und Direktor der NIOC
- Ahmadreza Ahmadi, Schriftsteller
- Ali Amini, Premierminister
- Ali-Akbar Davar, Wirtschafts-, Justiz- und Finanzminister
- Ali-Akbar Deh'chodā, Linguist und Mitglied des Parlaments
- Ali-Naghi Vaziri, iranischer Musiker und Komponist
- Darwisch Khan, Musiker und Komponist
- Ebrahim Hakimi, Premierminister
- Kamal-ol-Molk, Maler und Gründer der Kamāl-ol-Molk Kunstschule
- Manutschehr Eqbal, Premierminister
- Mirzā Dschahāngir Chān, Gründer und Herausgeber der Zeitung Sur-e Esrafil
- Mohammad-Ali Forughi Zoka-ol-Molk, Premierminister
- Mozaffar Baqa’i-Kermani, iranischer Politiker und Mitbegründer der Nationalen Front
- Nasrollah Entezam, iranischer Diplomat und Außenminister
- Parviz Natel-Chanlari, Schriftsteller, Minister und Leiter des Bonyad-e Farhang-e Iran
- Sadeq Hedayat, Schriftsteller